# Troglodyte joyeux
Pheugopedius felix
Espèce
Statut de conservation UICN

 LC  : Préoccupation mineure
Le Troglodyte joyeux (Pheugopedius felix) est une espèce d'oiseaux de la famille des Troglodytidae.
Son aire s'étend à travers l'ouest du Mexique.